# Lijst van voetbalinterlands Oman - Syrië
Deze lijst van voetbalinterlands is een overzicht van alle officiële voetbalwedstrijden tussen de nationale teams van Oman en Syrië. De landen speelden tot op heden 23 keer tegen elkaar. De eerste ontmoeting, een kwalificatiewedstrijd voor de Azië Cup 1992, vond plaats in Doha (Qatar) op 8 augustus 1992. Het laatste duel, een vriendschappelijke wedstrijd, werd gespeeld op 30 december 2022 in Dubai (Verenigde Arabische Emiraten).

## Wedstrijden
| №  | Plaats   | Datum             | Competitie                  | Wedstrijd    | Uitslag |
| -- | -------- | ----------------- | --------------------------- | ------------ | ------- |
| 1  | Doha     | 8 augustus 1992   | Azië Cup 1992 kwalificatie  | Syrië – Oman | 1 – 0   |
| 2  | Teheran  | 25 juni 1993      | WK 1994 kwalificatie        | Oman – Syrië | 0 – 0   |
| 3  | Damascus | 4 juli 1993       | WK 1994 kwalificatie        | Syrië – Oman | 2 – 1   |
| 4  | Damascus | 12 september 1998 | Vriendschappelijk           | Syrië − Oman | 3 − 0   |
| 5  | Damascus | 15 september 1998 | Vriendschappelijk           | Syrië − Oman | 0 − 0   |
| 6  | Amman    | 19 augustus 1999  | Pan-Arabische Spelen 1999   | Syrië − Oman | 1 − 1   |
| 7  | Aleppo   | 18 mei 2001       | WK 2002 kwalificatie        | Syrië − Oman | 3 − 3   |
| 8  | Muscat   | 25 mei 2001       | WK 2002 kwalificatie        | Oman − Syrië | 2 − 0   |
| 9  | Muscat   | 25 december 2001  | Vriendschappelijk           | Oman − Syrië | 1 − 0   |
| 10 | Muscat   | 25 oktober 2005   | Vriendschappelijk           | Oman − Syrië | 0 − 0   |
| 11 | Doha     | 3 december 2005   | West-Aziatische Spelen 2005 | Oman − Syrië | 1 − 3   |
| 12 | Muscat   | 1 september 2006  | Vriendschappelijk           | Oman − Syrië | 3 − 0   |
| 13 | Damascus | 10 mei 2008       | Vriendschappelijk           | Syrië − Oman | 2 − 1   |
| 14 | Teheran  | 9 augustus 2008   | West-Azië Cup 2008          | Syrië − Oman | 2 − 1   |
| 15 | Seeb     | 15 juli 2011      | Vriendschappelijk           | Oman − Syrië | 1 − 1   |
| 16 | Muscat   | 6 februari 2013   | Azië Cup 2015 kwalificatie  | Oman − Syrië | 1 − 0   |
| 17 | Teheran  | 19 november 2013  | Azië Cup 2015 kwalificatie  | Syrië − Oman | 0 − 1   |
| 18 | Seeb     | 5 juni 2015       | Vriendschappelijk           | Oman − Syrië | 1 − 2   |
| 19 | Muscat   | 2 oktober 2015    | Vriendschappelijk           | Oman − Syrië | 2 − 1   |
| 20 | Muscat   | 2 juni 2017       | Vriendschappelijk           | Oman − Syrië | 1 − 1   |
| 21 | Muscat   | 16 november 2018  | Vriendschappelijk           | Oman − Syrië | 1 − 1   |
| 22 | Dubai    | 23 december 2022  | Vriendschappelijk           | Oman − Syrië | 2 − 1   |
| 23 | Dubai    | 30 december 2022  | Vriendschappelijk           | Syrië − Oman | 0 − 1   |

## Samenvatting
| Competitie             | Totaal gespeeld | Winst Oman | Gelijk | Winst Syrië | Doelsaldo Oman – Syrië |
| ---------------------- | --------------- | ---------- | ------ | ----------- | ---------------------- |
| WK-kwalificatie        | 4               | 1          | 2      | 1           | 6 − 5                  |
| Azië Cup-kwalificatie  | 3               | 2          | 0      | 1           | 2 − 1                  |
| West-Azië Cup          | 1               | 0          | 0      | 1           | 1 − 2                  |
| West-Aziatische Spelen | 1               | 0          | 0      | 1           | 1 − 3                  |
| Pan-Arabische Spelen   | 1               | 0          | 1      | 0           | 1 − 1                  |
| Vriendschappelijk      | 13              | 5          | 5      | 3           | 14 − 12                |
| Totaal                 | 23              | 8          | 8      | 7           | 25 − 24                |

OFA · A-internationals · Bondscoaches · Statistieken · Olympisch elftal · Oman U21 · Oman U20 · Oman U19 · Oman U18 · Oman U17
1970 – 1979 · 
1980 – 1989 · 
1990 – 1999 · 
2000 – 2009 · 
2010 – 2019 ·
2020 − 2029
1974 · 
1975 · 
1976 · 
1977 · 
1978 · 
1979 · 
1980 · 
1981 · 
1982 · 
1983 · 
1984 · 
1985 · 
1986 · 
1987 · 
1988 · 
1989 · 
1990 · 
1991 · 
1992 · 
1993 · 
1994 · 
1995 · 
1996 · 
1997 · 
1998 · 
1999 · 
2000 · 
2001 · 
2002 · 
2003 · 
2004 · 
2005 · 
2006 · 
2007 · 
2008 · 
2009 · 
2010 · 
2011 · 
2012 · 
2013 · 
2014 ·
2015 ·
2016 ·
2017 ·
2018 ·
2019 ·
2020 ·
2021 ·
2022 ·
2023
Afghanistan ·
Algerije ·
Australië ·
Azerbeidzjan ·
Bahrein ·
Bangladesh ·
Benin ·
Bhutan ·
Bosnië en Herzegovina ·
Brazilië ·
Bulgarije ·
Burkina Faso ·
Chili ·
China ·
Congo-Kinshasa ·
Costa Rica ·
Duitsland ·
Ecuador ·
Egypte ·
Estland ·
Filipijnen ·
Finland ·
Gabon ·
Guam ·
Haïti ·
Hongkong ·
Ierland ·
India ·
Indonesië ·
Irak ·
Iran ·
Japan ·
Jemen ·
Jordanië ·
Kazachstan ·
Kenia ·
Kirgizië ·
Koeweit ·
Kosovo ·
Laos ·
Letland ·
Libanon ·
Liberia ·
Libië ·
Macau ·
Malediven ·
Maleisië ·
Mali ·
Marokko ·
Mauritanië ·
Mozambique ·
Myanmar ·
Nepal ·
Nieuw-Zeeland ·
Noord-Korea ·
Noord-Macedonië ·
Noorwegen ·
Oezbekistan ·
Pakistan ·
Palestina ·
Paraguay ·
Qatar ·
Saoedi-Arabië ·
Senegal ·
Singapore ·
Slovenië ·
Soedan ·
Somalië ·
Sri Lanka ·
Syrië ·
Tadzjikistan ·
Taiwan ·
Thailand ·
Togo ·
Tunesië ·
Turkmenistan ·
Uruguay ·
Verenigde Arabische Emiraten ·
Verenigde Staten ·
Vietnam ·
Wit-Rusland ·
Zambia ·
Zimbabwe ·
Zuid-Korea ·
Zweden ·
Zwitserland
SFA · A-internationals · Syrisch vrouwenelftal
1940 - 1949 · 
1950 - 1959 · 
1960 - 1969 · 
1970 - 1979 · 
1980 - 1989 · 
1990 - 1999 · 
2000 – 2009 · 
2010 – 2019 ·
2020 − 2029
Afghanistan ·
Algerije ·
Australië ·
Bahrein ·
Bangladesh ·
Cambodja ·
China ·
Cyprus ·
Egypte ·
Filipijnen ·
Griekenland ·
Guam ·
Haïti ·
Hongkong ·
India ·
Indonesië ·
Irak ·
Iran ·
Japan ·
Jemen ·
Jordanië ·
Kazachstan ·
Kirgizië ·
Koeweit ·
Laos ·
Libanon ·
Libië ·
Malediven ·
Maleisië ·
Marokko ·
Mauritanië ·
Mauritius ·
Myanmar ·
Nepal ·
Noord-Korea ·
Oezbekistan ·
Oman ·
Pakistan ·
Palestina ·
Qatar ·
Rusland ·
San Marino ·
Saoedi-Arabië ·
Singapore ·
Soedan ·
Sovjet-Unie ·
Sri Lanka ·
Tadzjikistan ·
Taiwan ·
Thailand ·
Tunesië ·
Turkije ·
Turkmenistan ·
Venezuela ·
Verenigde Arabische Emiraten ·
Vietnam ·
Wit-Rusland ·
Zuid-Jemen ·
Zuid-Korea ·
Zweden